# National Museum of the American Indian

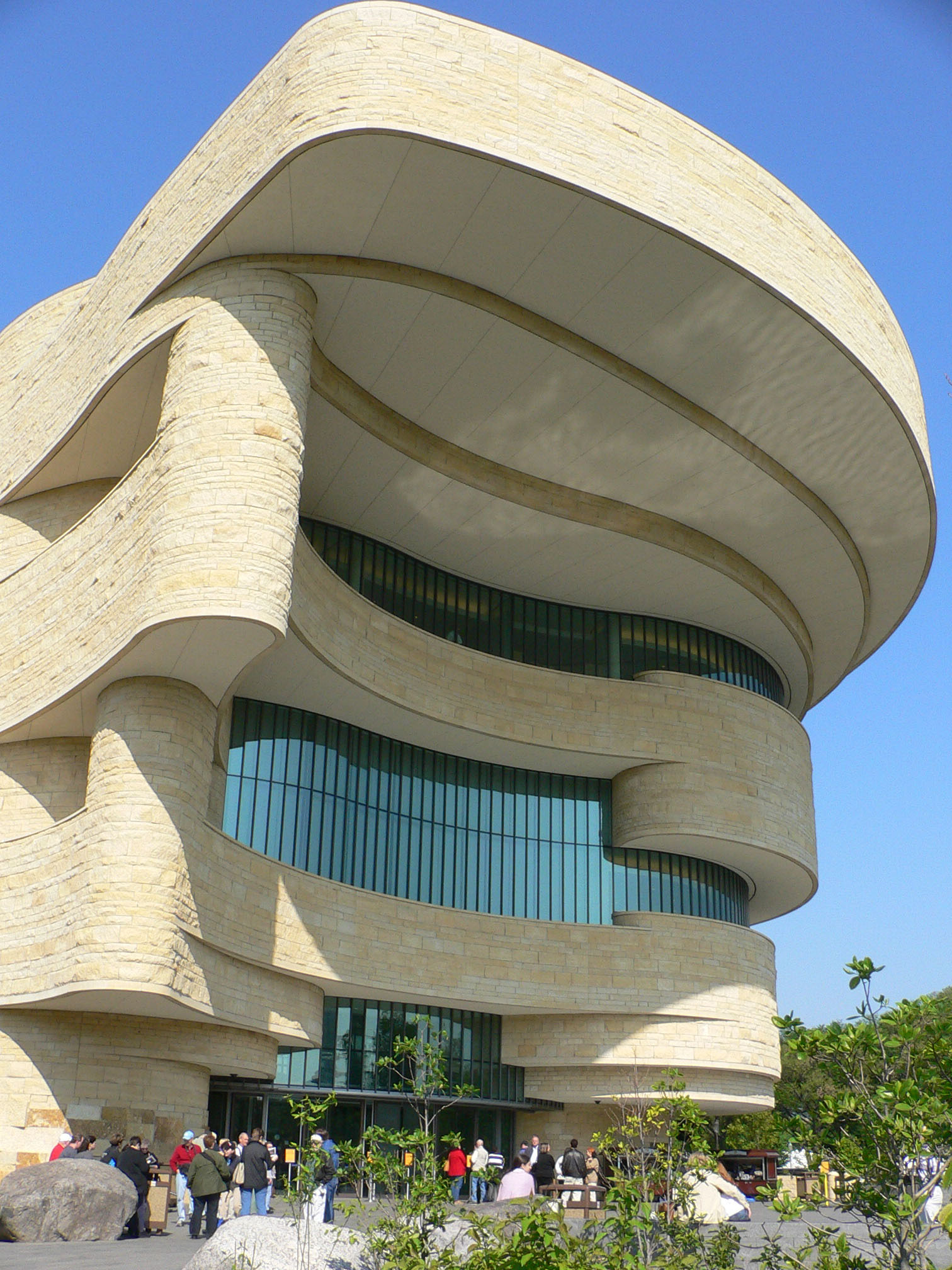
Washington: Haupteingang des National Museum of the American Indian

Das National Museum of the American Indian (NMAI; deutsch: Nationalmuseum der Indianer) ist ein Museum in Washington, D.C. (USA). Es stellt Objekte zu Leben, Sprache, Literatur, Geschichte und Kunst der Indianer ganz Amerikas aus. Es wurde 1989 durch einen Beschluss des US-Kongresses ins Leben gerufen und dabei auch mit einem Forschungsauftrag ausgestattet. Das Museum wird unter Federführung des Smithsonian Institute betrieben. Zum Museum gehören drei Komplexe: zum einen das NMAI an der National Mall in Washington, das 2004 an der Fourth Street und Independence Avenue Southwest eröffnete; zum zweiten das George Gustav Heye Center in New York; sowie das Cultural Resources Center in Suitland-Silver Hill im Bundesstaat Maryland, der eigentliche Forschungs- und Lagerungsbau.

## Geschichte
Im Oktober 1994 wurde das George Gustav Heye Center des NMAI im historischen Alexander Hamilton U.S. Custom House in Manhattan, New York, eröffnet. Es dient als Ausstellungs- und Bildungsstätte über die indianischen Kulturen. Nebst permanenten und wechselnden Ausstellungen bietet es Raum für Musik- und Tanzdarbietungen, Filmvorstellungen und Symposien.
1999 folgte die Eröffnung des Cultural Resources Center in Suitland. Es verfügt über Einrichtungen für die Aufbewahrung und den Schutz von Exponaten sowie für deren Katalogisierung und Beforschung. Darüber hinaus befindet sich eine Bibliothek und ein Foto- und Papierarchiv im Center.
Am 21. September 2004 eröffnete das eigentliche National Museum of the American Indian in der Hauptstadt der USA seine Pforten. Es ist das größte Museum der Welt für indianische Kulturen. Der Bau kostete 219 Millionen Dollar, wovon fast die Hälfte von privaten Spendern aufgebracht wurde. Der Staat leistete einen Beitrag von 123 Millionen Dollar.
Von 1990 bis 2007 war der Jurist W. Richard West, Jr., ein Cheyenne- und Arapaho-Indianer aus Oklahoma, Direktor des NMAI. Seit Dezember 2007 ist Kevin Gover, Professor am Sandra Day O'Connor College of Law an der Arizona State University Direktor, ein Pawnee und Cheyenne.
Im Herbst 2020 wurde auf dem Museumsgelände die Gedenkstätte National Native American Veterans Memorial eröffnet. Es handelt sich um die erste nationale Stätte in der Stadt, die sich den im Militär dienenden amerikanischen Indianern, hawaiianischen Eingeborenen und Alaska-Ureinwohnern widmet. Die Gedenkstätte besteht aus einem Edelstahlkreis, der auf einer Steintrommel ruht. Die Gestaltung der Gedenkstätte übernahm der Multimedia-Künstler, Forensiker und Veteran Harvey Pratt.

## Architektur

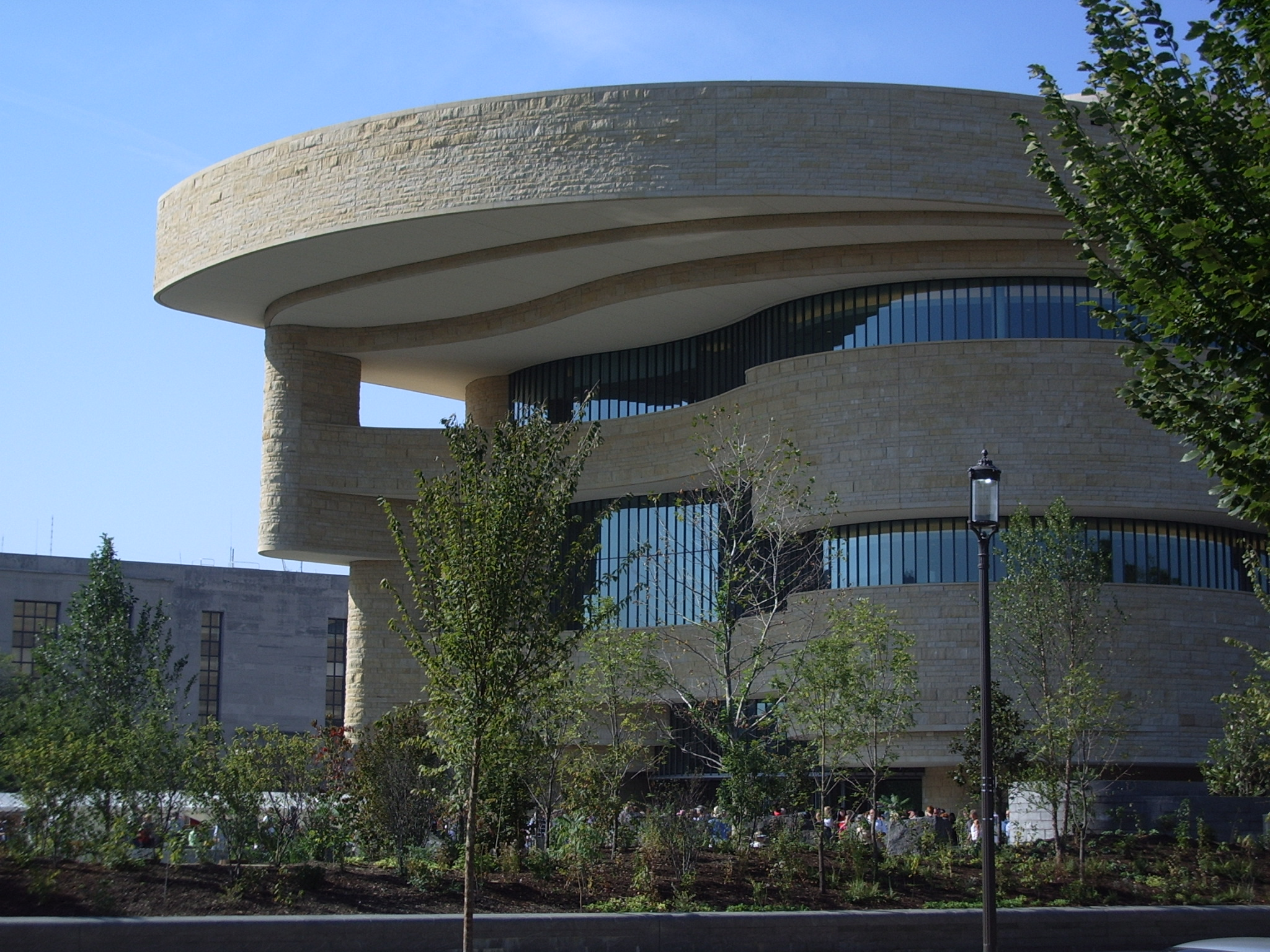
Von Südosten aus betrachtet

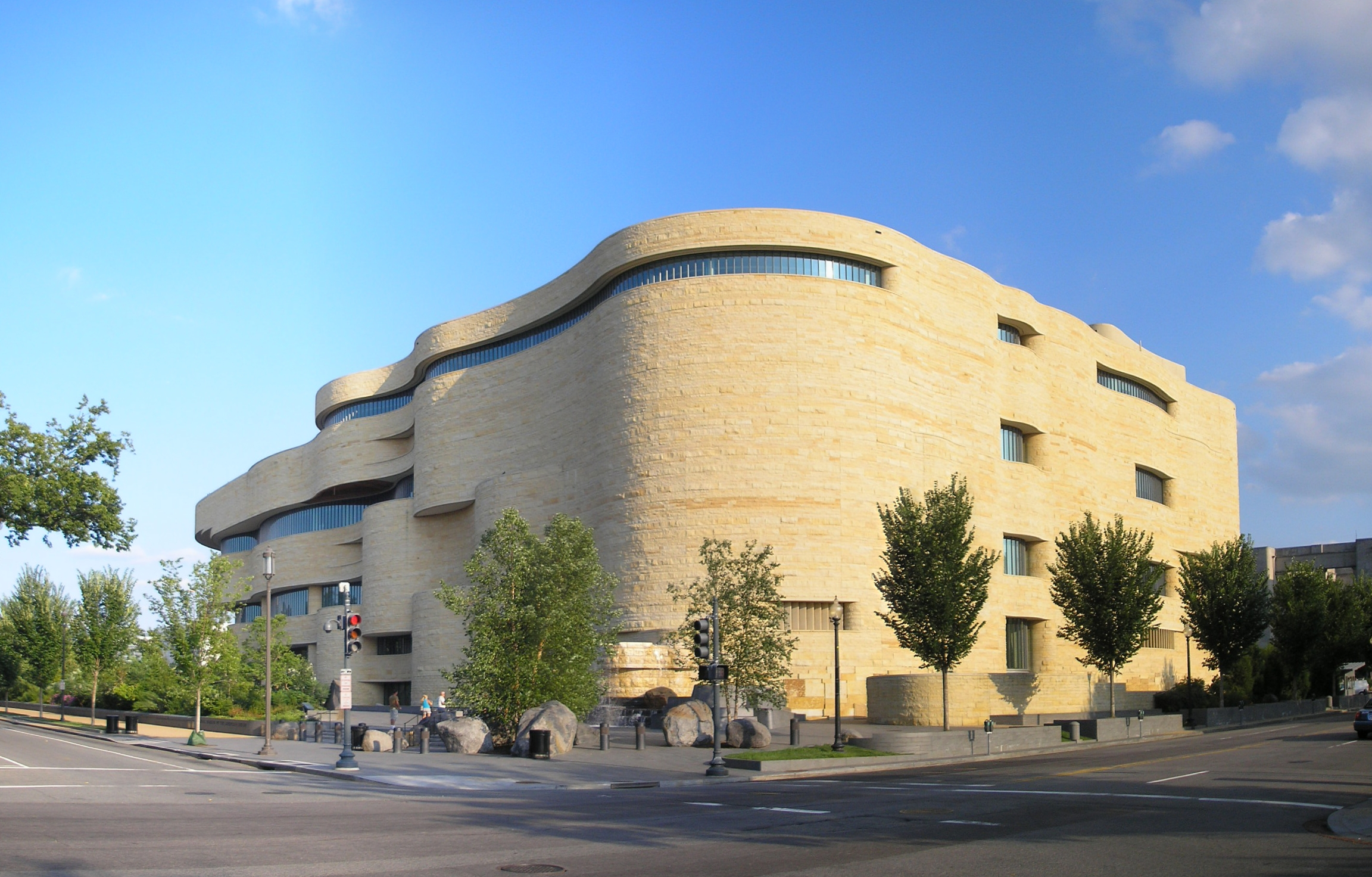
Von der National Mall aus gesehen

Das NMAI in Washington wurde im September 2004 nach 15-jähriger Planungs- und Bauzeit eröffnet. Es befindet sich auf einem zwei Hektar großen Gelände in der Nähe des Kapitols an der National Mall. Indianische Planer wie die Architekten Douglas Cardinal von den kanadischen Blackfoot und Johnpaul Jones von den Cherokee, aber auch Ramona Sakiestewa (Hopi) und Donna House (Diné/Oneida) waren federführend bei Planung und Ausführung des Gebäudes. So entstand ein außergewöhnlicher Museumsbau mit einer Fassade aus Natursandstein. Er weist weder Ecken noch Kanten auf. Stattdessen betonen kurvenreiche Linien den Einklang mit der Natur, insbesondere erinnern sie an Felsen, die über Jahrtausende der Wirkung des Windes ausgesetzt waren. Der Eingang ist nach Osten ausgerichtet, in Richtung der aufgehenden Sonne. Eine Willkommens-Wand begrüßt die Besucher in 150 indianischen Sprachen.
Donna E. House gestaltete die Umgebung so, dass ihre Formen eine intensive, organische Beziehung mit dem Äußeren und Inneren des Gebäudes eingehen und zugleich die Landschaften Amerikas repräsentieren. Die Freifläche stimmt mit 33.000 Bäumen und Büschen, dreißig unbehauenen Felsen (Grandfather Rocks), Wiesen, Maisfeldern, Bächen und Teichen auf den Doppelcharakter des Museums ein. Ergänzt wird dies durch ein Freilicht-Theater.
Ähnlich repräsentiert das Mitsitam Café, in dem traditionelle Speisen angeboten werden, die verschiedenen Kulturareale der Northern Woodlands, Südamerika, die Nordwestküste, Mittelamerika und die Great Plains. Kaum repräsentiert sind allerdings die Stämme des Südostens.
Das fünfstöckige Museum bietet Raum für Versammlungen, Darbietungen, Theater, aber auch Feuerstellen und Orte zum Geschichten erzählen.

## Sammlungen

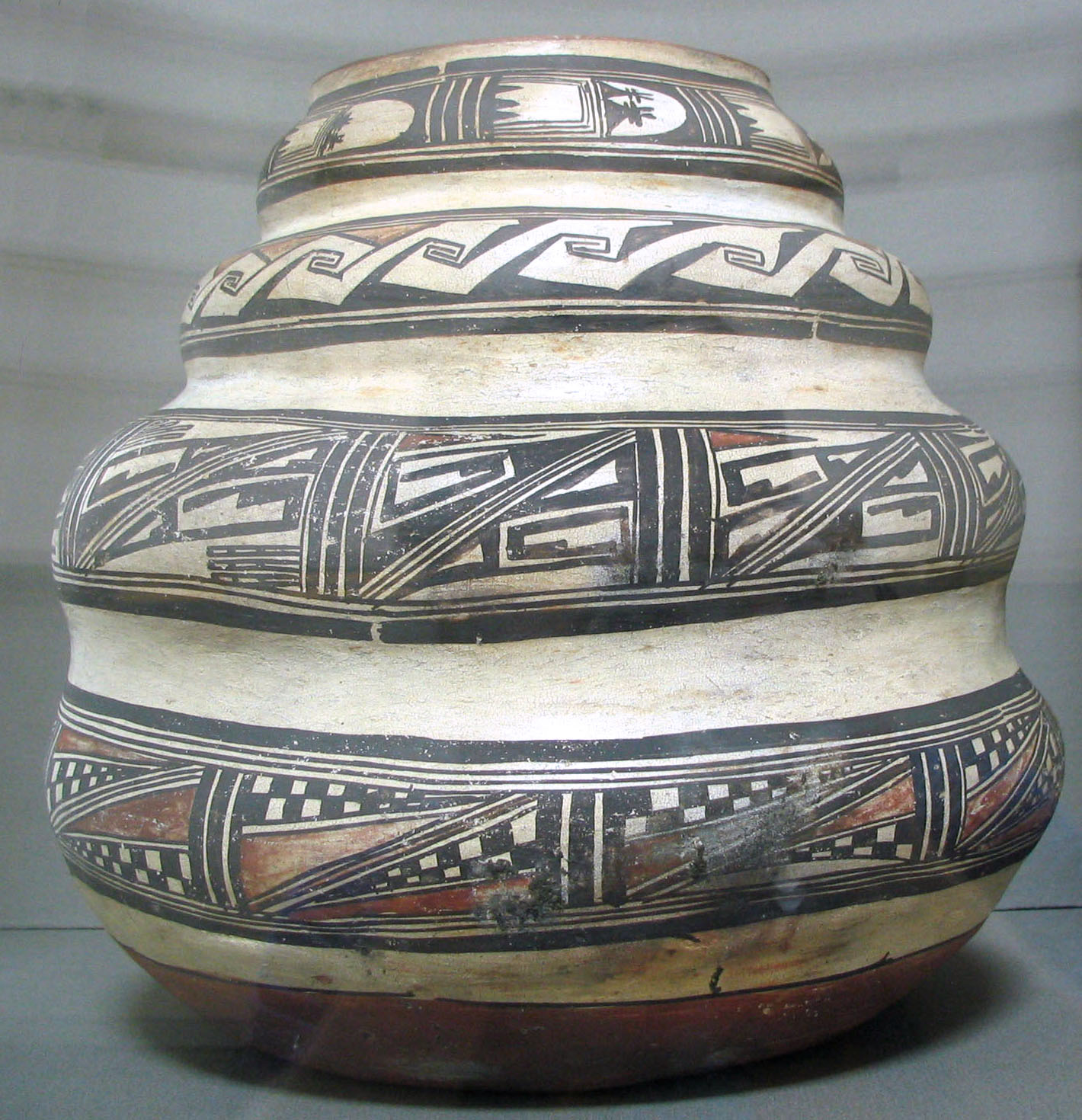
Gefäß der Hopi, um 1880

Den Ausgangspunkt bildete die private Sammlung des wohlhabenden New Yorkers George Gustav Heye (1874–1957). Die darauf aufbauenden Sammler sahen sich bei der Beschaffung ihrer Objekte in einem Wettlauf mit renommierten Sammlungen in aller Welt. Dementsprechend rücksichtslos gingen die meisten Sammler vor. Daher ist heute das Thema Repatriation, also die Rückgabe zu Unrecht angeeigneter Kulturgüter, ein wichtiges Thema. Grundsätzlich sind menschliche Überreste, Grabbeigaben sowie religiöse und zeremonielle Artefakte das Eigentum eines Stammes. Illegal erworbene Objekte müssen zurückgegeben werden, wenn Nachkommen oder Stammesgruppen dies wünschen und wenn sie eine kulturelle Verbindung oder einen rechtlichen Anspruch geltend machen können.
Die Sammlungen umfassen inzwischen rund 800.000 Exponate, die etwa 10.000 Jahre Geschichte von rund tausend indianischen Kulturen ganz Amerikas repräsentieren. Nur etwa ein Prozent davon kann in Washington ausgestellt werden. 67 % der Exponate stammen aus den USA, 3 % aus Kanada und 30 % aus Mittel- und Südamerika. Den Grundstock der Ausstellungsgegenstände stellt die Sammlung von Heye dar.
Das NMAI stellt zudem Objekte der zeitgenössischen indianischen Kunst aus. So bietet es einen sechs Meter hohen geschnitzten Totempfahl der Tlingit, eine Bronzeskulptur der Pueblo und Webarbeiten der Diné.
Der indianische Senator Ben Nighthorse Campbell, ein Häuptling der Nördlichen Cheyenne, stellte dem Museum seine umfangreiche Kunstsammlung zur Verfügung.

## George Gustav Heye Center
Das George Gustav Heye Center – benannt nach George Gustav Heye (1874–1957) – nimmt zwei Stockwerke des Alexander Hamilton U.S. Custom House in Lower Manhattan ein. Das von dem Architekten Cass Gilbert geplante und 1907 fertiggestellte Gebäude wurde im Beaux-Arts-Stil ausgeführt. Es ist als National Historic Landmark vorgesehen.

## Cultural Resources Center
Das Cultural Resources Center in Maryland ist ein Gebäude in Form eines Nautilus. Neben den Exponaten beherbergt es eine Bibliothek und ein Fotoarchiv.